# Blue Murder (album)
Blue Murder è il primo album dei Blue Murder, uscito nel 1989 per l'Etichetta discografica Geffen Records.

## Tracce
1. Riot – 6:21 (Sykes)
2. Sex Child – 5:59 (Sykes)
3. Valley of the Kings – 7:51 (Martin, Martin, Sykes)
4. Jelly Roll – 4:44 (Sykes)
5. Blue Murder – 4:55 (Appice, Franklin, Sykes)
6. Out of Love – 6:44 (Sykes)
7. Billy – 4:11 (Sykes, Sykes)
8. Ptolemy – 6:29 (Sykes)
9. Black-Hearted Woman – 4:47 (Appice, Franklin, Franklin, Sykes)

## Formazione
- John Sykes - voce, chitarra
- Tony Franklin - basso, cori
- Carmine Appice - batteria, cori

### Altri musicisti
- Nik Green - tastiere
- Mark LaFrance - cori
- David Steele - cori